# Tokkelbaan
Een tokkelbaan is een simpele ongemotoriseerde uitvoering van een kabelbaan.

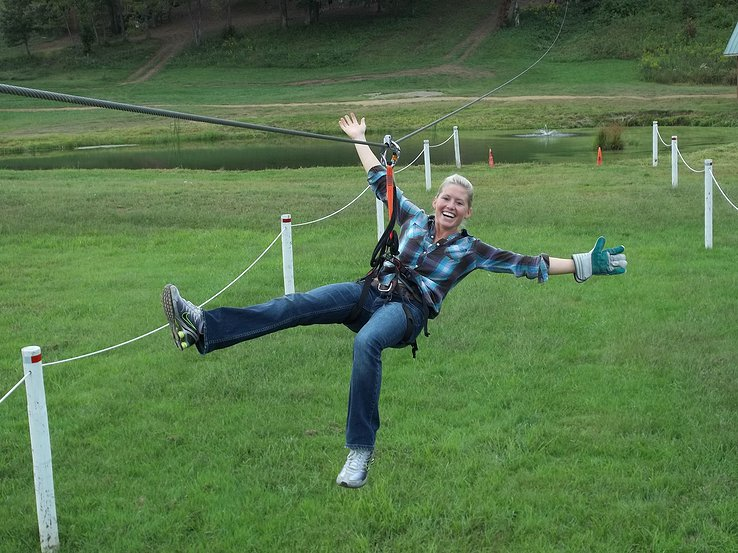
een tokkelbaan

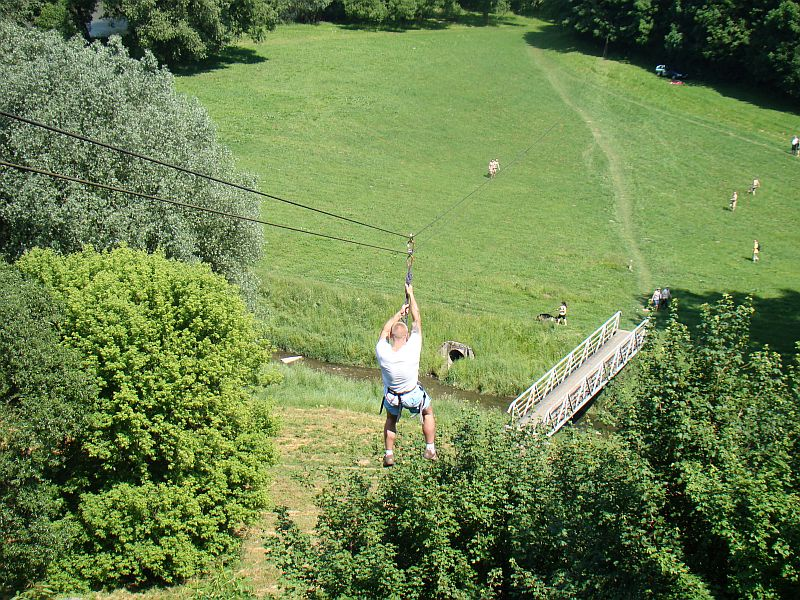
overzicht van een langere tokkelbaan

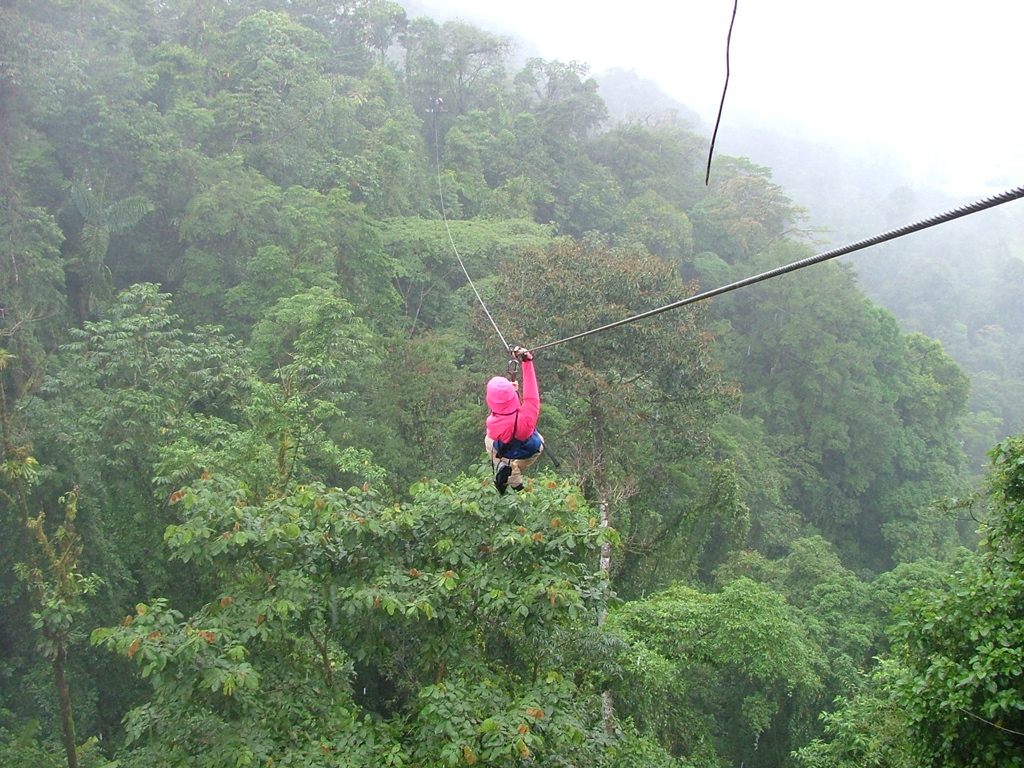
tokkelbaan over het regenwoud in Costa Rica

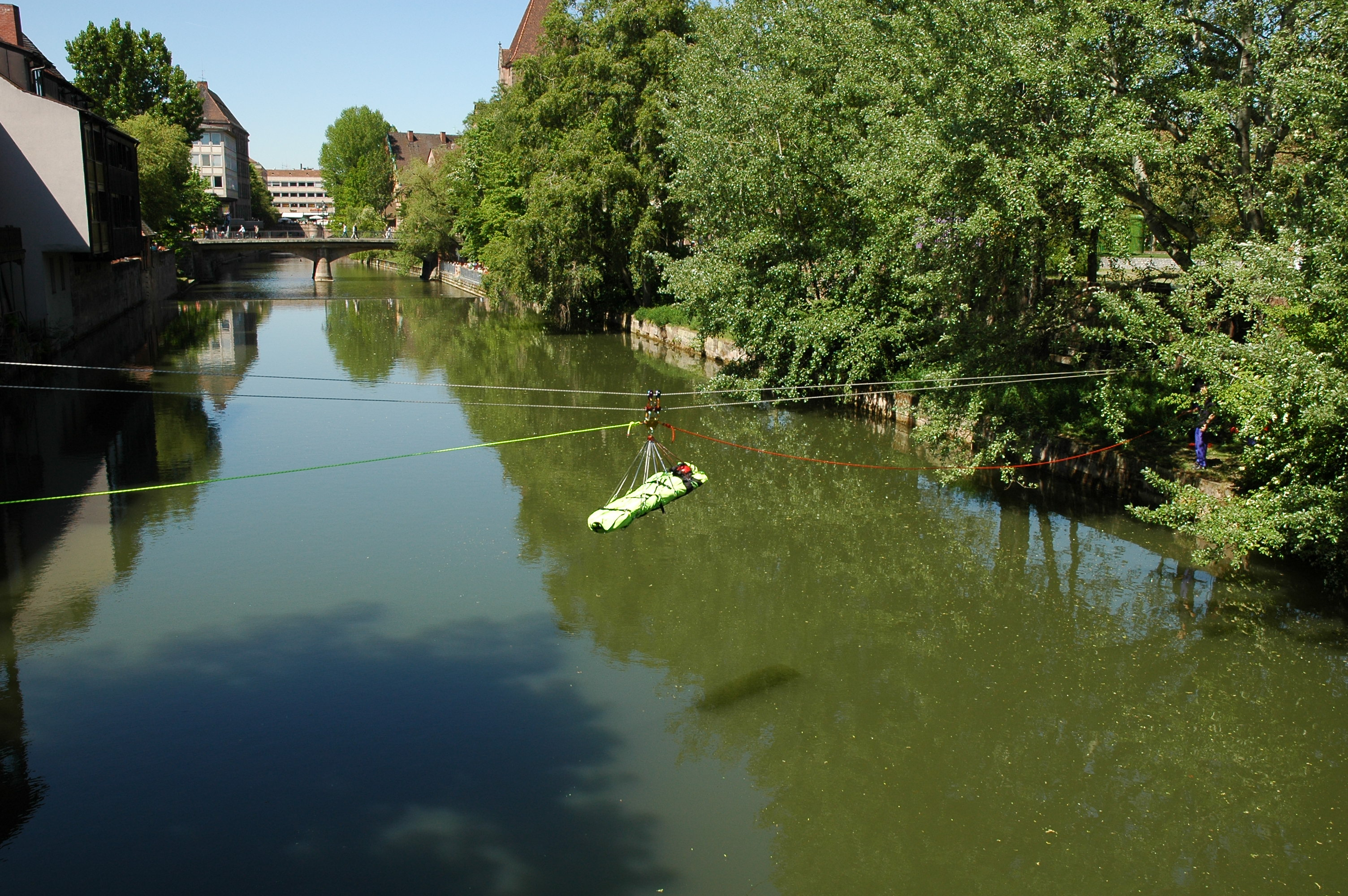
tokkelbaan voor reddingssituaties (hier in oefening in Nürnberg)

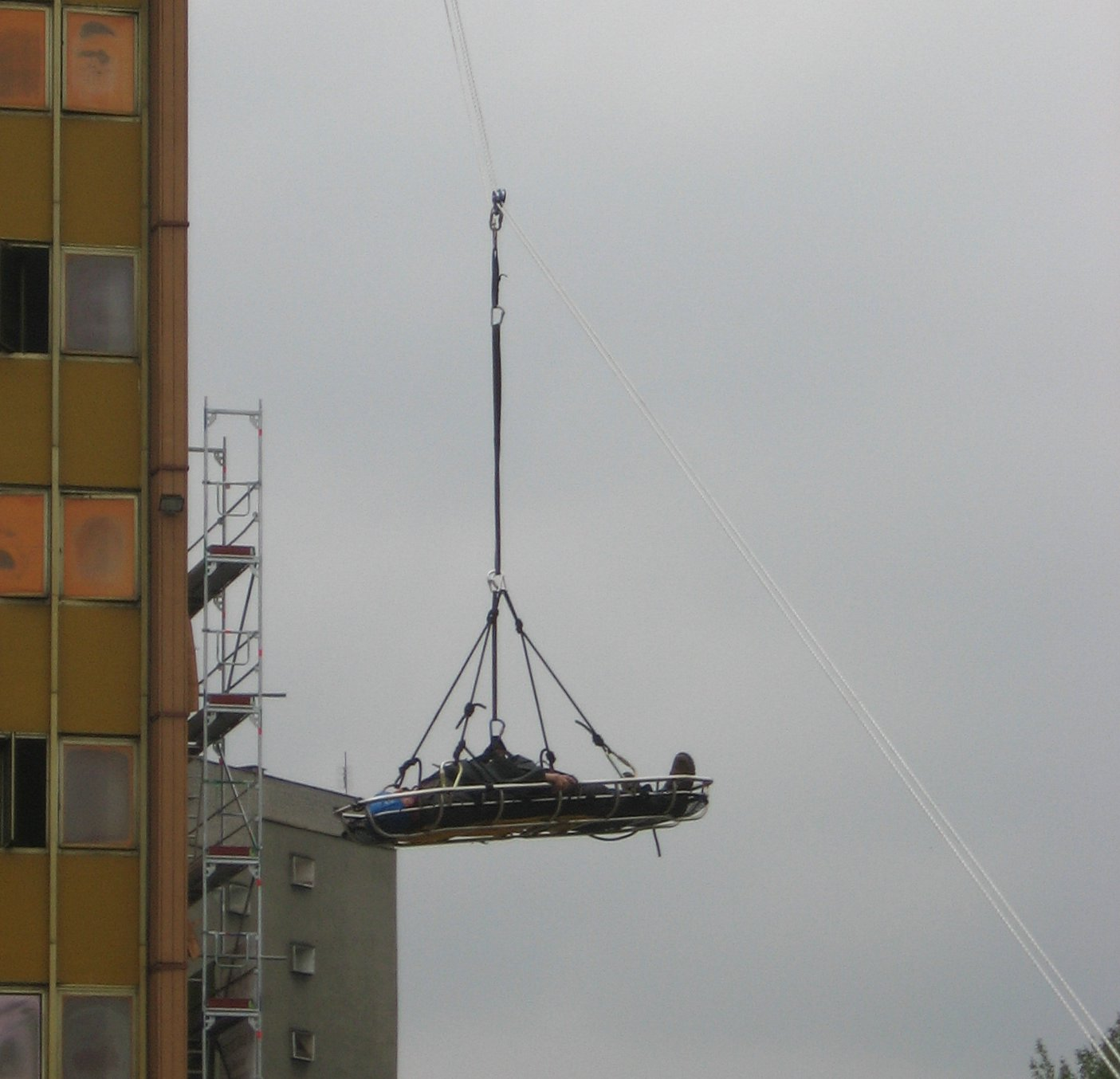
Redding per tokkelbaan van een gewonde uit een hoog gebouw

De tokkelbaan bestaat uit een lang niet-rekbaar touw of kabel, die is opgespannen tussen twee punten van verschillende hoogte. Aan die kabel wordt een katrol bevestigd, waaraan mensen of goederen langs de kabel omlaag kunnen bewegen. Vaak bevat die katrol twee wielen, om de puntlast op de kabel te verminderen en vooral ook om te voorkomen dat de tokkelaar om de verticale as roteert.
Tokkelbanen bestaan in allerlei versies, en zijn meestal bedoeld als een vorm van vermaak. Kleine versies, die vooral voor kinderen bedoeld zijn, worden tussen twee bomen op een helling gespannen, waarbij het kind laag bij de grond blijft. Er bestaan versies die van een hoge toren (bijvoorbeeld de Euromast of de Scheveningse pier) afdalen, en waarbij hoge snelheden (meer dan 100 km/h) bereikt kunnen worden. De langste tokkelbaan heeft een kabel van meer dan 2 km lengte.
Een tokkelbaan kan een niet-recreatieve toepassing hebben, bijvoorbeeld wetenschappelijk, om boomkronen van bovenaf te kunnen observeren in het regenwoud van Costa Rica (zie foto), of voor reddingssituaties, om een gewond persoon te kunnen afvoeren vanaf een lastig bereikbare plaats.
In de regel worden mensen aan het katrolmechanisme gezekerd, bijvoorbeeld met een veiligheidstuig. Dit gebeurt zeker in het geval dat er mensen afdalen langs een kabel, als de snelheden hoog zijn en de afstand tot de grond hoog is.
Verder moet er een remmechanisme zijn, om te voorkomen dat de tokkelaar aan het eind van de baan tegen het bevestigingspunt opbotst. Er bestaan allerlei soorten remmechanismen. De eenvoudigste methode is zichzelf afremmen door met een dikke handschoen de kabel te omvatten. Als een tokkelbaan boven water loopt, kan deze zo zijn ontworpen dat de tokkelaar met de voeten een stuk door het water wordt gesleurd en daardoor afremt.
Aan het eind van de tokkelbaan kunnen netten of elastieken worden gespannen om de tokkelaar af te remmen. Ook kan er een tweede kabel langs de hoofdkabel gespannen worden, die aan de katrol vastzit en waarop remming kan worden uitgeoefend. Die tweede kabel kan ook gebruikt worden om de katrol terug te halen.

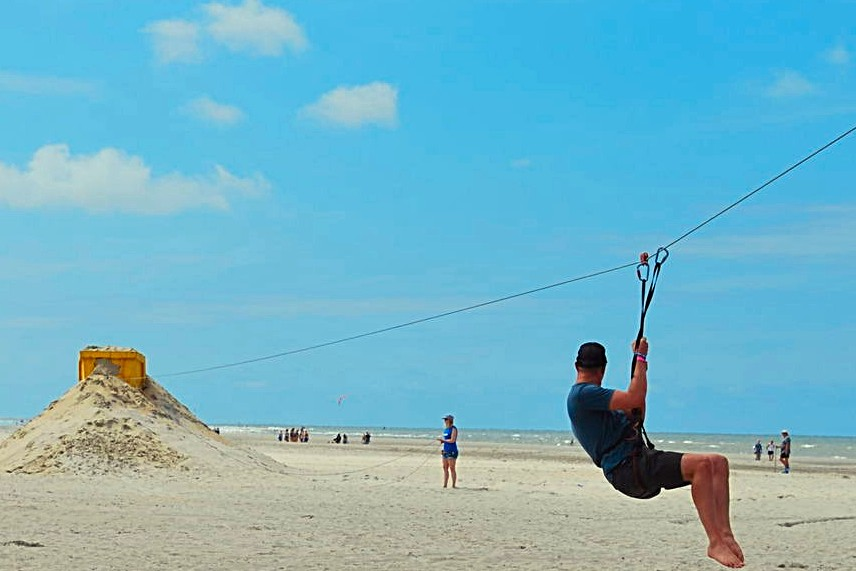
Tokkelbaan op het strand

Ten slotte zal, zeker als de kabel wat losjes gespannen is, de tokkelaar aan het eind van de baan weer naar boven bewegen, wat een remmend effect heeft.

## Geschiedenis
Tokkelbanen worden al sinds honderden jaren gebruikt om mensen of voorwerpen in bergen te kunnen transporteren. In sommige Chinese en Australische regio's worden ze gebruikt om rivieren over te steken of om goederen aan de andere kant van een dal of rivier te kunnen afleveren.

## Ongevallen
Een niet-limitatieve opsomming:
- In 2000 verongelukten drie mensen bij een tokkel-afdaling via een 50 jaar oude staalkabel in de kloof bij de Spaanse Caminito del Rey, toen de verankering van de kabel losschoot en de drie jongens 120 meter omlaag vielen.[1]
- In november 2014 kwam in Nederland een politieagent om het leven toen de lijn brak en de agent tijdens een teamuitje door het gewicht van de lijn onder water werd getrokken.[2]
- Op 13 april 2019 kwam een Canadese toerist om toen hij, wegens een losgekomen kabel van een tokkelbaan, ongeveer 100 meter neerstortte in Chiang Mai, Thailand. [3]